# 古列尔莫·佩森蒂
古列尔莫·佩森蒂（義大利語：Guglielmo Pesenti，1933年12月18日—2002年7月12日），意大利男子自行车运动员。他曾代表意大利参加1956年夏季奥林匹克运动会自行车比赛，获得男子个人竞速赛银牌。